# Cassandro
Cassandro (in greco antico: Κάσσανδρος?, Kàssandros; 350 a.C. – 297 a.C.) è stato un sovrano macedone antico dal 302 a.C. al 297 a.C. Figlio maggiore del generale Antipatro, già compagno d'armi di Filippo II, si mise in luce alla corte di Alessandro Magno a Babilonia, dove prese le parti del padre, accusato dai suoi nemici.

## Biografia
Essendo stato scartato dal padre Antipatro, in favore di Poliperconte come successore alla reggenza di Macedonia, Cassandro si alleò con Tolomeo I d'Egitto e Antigono I Monoftalmo e dichiarò guerra al reggente. Molti degli stati greci caddero sotto il suo controllo, compresa Atene. Egli formò un'alleanza con Euridice, l'ambiziosa moglie di Filippo III di Macedonia, fratellastro demente di Alessandro Magno e re fantoccio di Macedonia per diritto di successione, essendo il figlio legittimo di Alessandro, Alessandro IV, ancora bambino.
Comunque, sia lei che il marito, assieme al fratello di Cassandro, Nicanore, vennero poco dopo uccisi da Olimpiade d'Epiro. Cassandro marciò quindi contro Olimpiade e, avendola costretta alla resa a Pidna, la mise a morte (316 a.C.). Nel 310 a.C./309 a.C. egli fece assassinare la vedova di Alessandro Magno, Rossane, e suo figlio Alessandro IV, che deteneva sotto la sua custodia ad Anfipoli. Egli corruppe inoltre Poliperconte, nel frattempo entrato al suo servizio, perché avvelenasse il figlio naturale di Alessandro, Eracle.
Cassandro era già legato alla famiglia reale grazie al matrimonio con Tessalonica di Macedonia, la sorellastra maggiore di Alessandro Magno, e, avendo stretto alleanza con Seleuco I, Tolomeo e Lisimaco contro Antigono, divenne, con la sconfitta e la morte di questi attorno al 301 a.C., sovrano incontrastato di Macedonia. Cassandro morì di idropisia nel 297 a.C.
Di carattere violento ed instancabile nel perseguire le proprie ambizioni, Cassandro si distinse anche come uomo di cultura. Non fu un caso se pose a capo di Atene nel 317 il suo fiduciario, Demetrio di Falero, seguace del peripato. Sotto il governo del Falereo la città che fu di Pericle poté godere di un'ulteriore fioritura culturale nonostante attraversasse tempi di durissima crisi.
Inoltre Cassandro restaurò Tebe dopo la sua distruzione da parte di Alessandro Magno, fece costruire la nuova città di Cassandreia sulle rovine di Potidea e costruì la città di Tessalonica, ossia Salonicco, sulle rovine di Terme, chiamandola così in onore di sua moglie, sorellastra di Alessandro Magno, che aveva questo nome.

## Nella cultura di massa
- Nel film Alexander (2004), Cassandro è stato interpretato da Jonathan Rhys-Meyers.
- Nella serie d'animazione giapponese Alexander - Cronache di guerra di Alessandro il Grande Cassandro è reinterpretato come una donna guerriera di nome Cassandra.